# Taubenturm Château de Landal

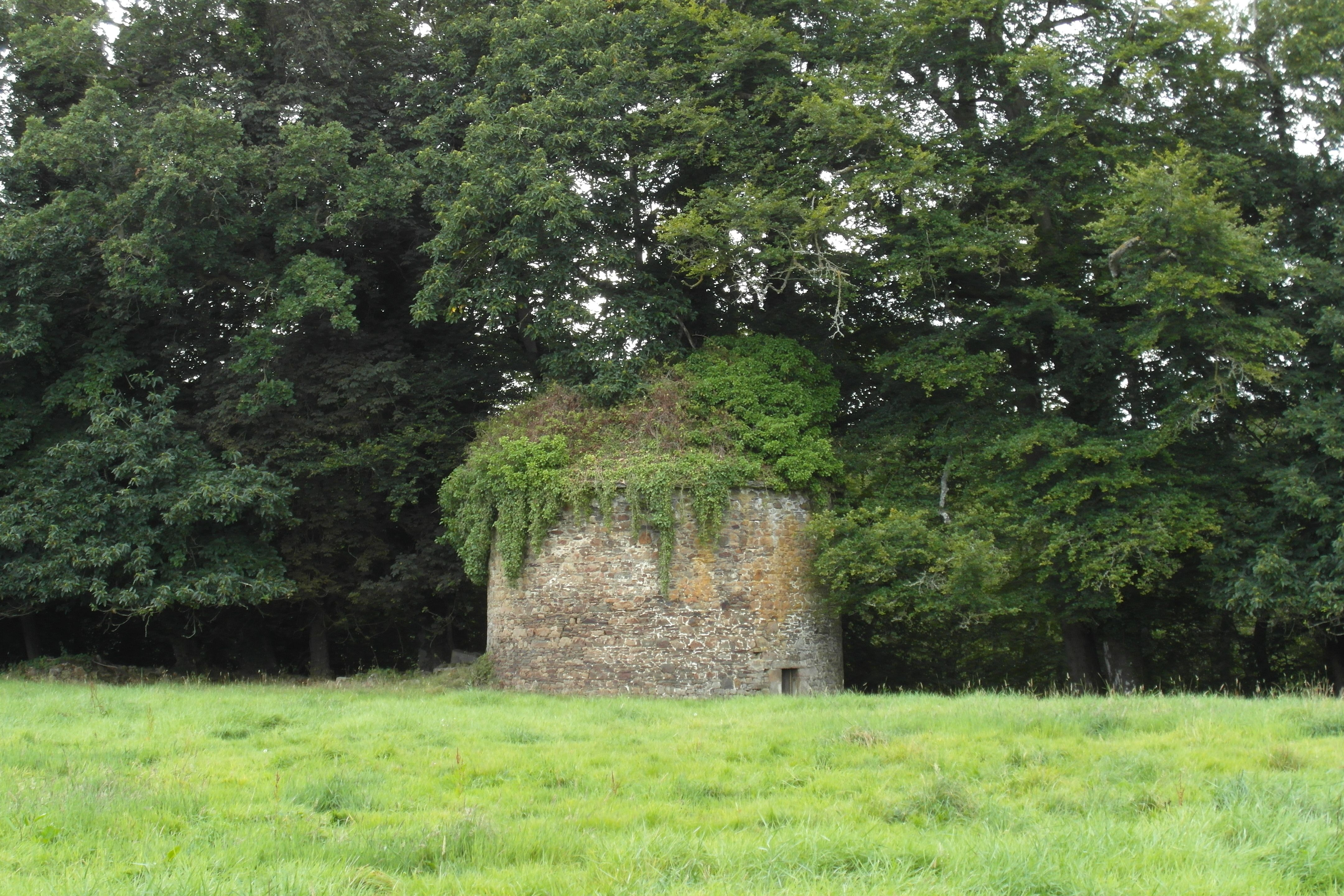
Taubenturm des Château de Landal

Der Taubenturm (französisch colombier oder pigeonnier) des Château de Landal in Broualan, einer französischen Gemeinde im Département Ille-et-Vilaine in der Region Bretagne, wurde im 17. Jahrhundert errichtet. Der ehemalige Taubenturm steht seit 1981 als Teil des Schlosses als Monument historique auf der Liste der Baudenkmäler in Frankreich.
Der runde Turm aus Bruchsteinmauerwerk ist dem Verfall überlassen.